# Muriellos
Muriellos (oficialmente en asturiano Murieḷḷos) es una parroquia del concejo asturiano de Quirós, en España, y un lugar de dicha parroquia. Su templo parroquial está dedicado a Santa María.
La parroquia alberga una población de 31 habitantes y ocupa una extensión de 2,83 km².

## Entidades de población
Según el nomenclátor de 2011, la parroquia está formada por las poblaciones de:
- Muriellos (Murieḷḷos, lugar): 20 habitantes
- Villarejo (Viḷḷarecho, lugar): 11 habitantes